# Koninklijke Kwik KC
Koninklijke Kwik Korfbalclub, kortweg Kwik, is een Belgische korfbalclub uit Merksem.  

## Geschiedenis
Het plan om een club op te richten dateert van 1950 en op 31 juli 1952 werd erkenning verkregen van de KBKB, alwaar ze is bij aangesloten onder stamnummer 33.
De nieuwe club werd opgericht door een aantal leden van zusterclub Merksem KC, waaronder Gaston Berghmans. De club werd genoemd naar een zwart hondje met een geel strikje dat luisterde naar de naam 'Kwik'. Ook de kleuren van de wedstrijdtenues werden daardoor bepaald.
De locatie van de Kon. Kwik KC was altijd in Merksem, maar in de beginjaren zijn er een aantal verhuizen geweest tot men in 1982 een vaste stek kreeg aan de overzijde van het Fort van Merksem. De eerste locatie was gelegen op de hoek van de Ringlaan en de Bredabaan, terwijl de kleedkamers zich bevonden in Café Den Brem.

## Structuur

### Voorzitters
| Periode      | Voorzitter       |
| ------------ | ---------------- |
| 2006 - 2018  | Patrick Wuyts    |
| 2018 - 2023  | Joeri Isenborghs |
| 2023 - heden | Marc Bellaert    |

### Trainers
| Periode      | Coach              | Prijzen                                                 | Volgende club  |
| ------------ | ------------------ | ------------------------------------------------------- | -------------- |
| 2013 - 2016  | Bart De Vylder     | Promovendus: 2014                                       | KC Sikopi      |
| 2016 - 2020  | Jurgen Frensch     | Landskampioen veld: 2017, 2018 Landskampioen zaal: 2019 |                |
| 2020 - 2022  | Bo Van Hoof        |                                                         | ckv Oranje Wit |
| 2022 - 2024  | Yannick Wauters    |                                                         | Sporting Delta |
| 2024 - 2025  | Wendy Van Der Elst |                                                         | Blauw-Wit KC   |
| 2025 - heden | Mike Vandenbulcke  |                                                         |                |

## Infrastructuur
De club heeft vier kunstgrasvelden en een eigen zaal gelegen nabij het domein Fort van Merksem.

## Palmares
| Aantal | Titel                    | Editie                         |
| ------ | ------------------------ | ------------------------------ |
| 1x     | Finalist Europa Cup      | 2020                           |
| 5x     | Landskampioen (veld)     | 1978, 1980, 1981, 2017 en 2018 |
| 3x     | Landskampioen (zaal)     | 1977, 1981 en 2019             |
| 2x     | Winnaar Beker van België | 1981 en 1985                   |

### Individuele prijzen
| Korfbalster van het jaar - Gerda Mortiers (1977) - Magda Welvis (1980) - Liesbet Bollaerts (2018) | Korfballer van het jaar - Armand Cloet (1977 en 1980) |

## Selectie 2025-2026[11]

### Staf
| Functie         | Nat.            | Naam              | Vorige club |
| --------------- | --------------- | ----------------- | ----------- |
| T1              | Vlag van België | Mike Vandenbulcke | Putse KC    |
| T2              | Vlag van België | Dimi Isenborghs   | eigen jeugd |
| Ploegbegeleider | Vlag van België | Margot Van Meir   | -           |
| Kinesist        | Vlag van België | Varia             | -           |

### Dames: A-/B-selectie
| Nr. | Nat.            | Naam               | Sinds | Vorige club |
| --- | --------------- | ------------------ | ----- | ----------- |
| 4   | Vlag van België | Brooklyn De Maeyer | 2024  | AKC/Luma    |
| 7   | Vlag van België | Liesl Callay       | 2023  | Scaldis KC  |
| 12  | Vlag van België | Maike De Vylder    | 2024  | eigen jeugd |
| 16  | Vlag van België | Lore Wouters       | 2024  | eigen jeugd |
| 20  | Vlag van België | Kadisha Nevejans   | 2023  | AKC/Luma    |
| 23  | Vlag van België | Chaya Nevejans     | 2023  | AKC/Luma    |
| 33  | Vlag van België | Stien Reyntjens    | 2014  | Rijko KC    |
| 34  | Vlag van België | Amber Wuyts        | 2012  | eigen jeugd |
| 35  | Vlag van België | Rinske De Vylder   | 2024  | eigen jeugd |
| 99  | Vlag van België | Noa Ledoux         | 2019  | eigen jeugd |

### Heren: A-/B-selectie
| Nr. | Nat.            | Naam               | Sinds | Vorige club    |
| --- | --------------- | ------------------ | ----- | -------------- |
| 5   | Vlag van België | Alec Verlinde      | 2019  | eigen jeugd    |
| 15  | Vlag van België | Yarne Vranckx      | 2024  | eigen jeugd    |
| 21  | Vlag van België | Robbe Wouters      | 2024  | eigen jeugd    |
| 24  | Vlag van België | Mathieu Collin     | 2015  | Boeckenberg KC |
| 27  | Vlag van België | Cedric Schoumacker | 2019  | Hoevenen KC    |
| 29  | Vlag van België | Alexander Cools    | 2024  | -              |
| 44  | Vlag van België | Kane Gerlo         | 2025  | -              |
| 45  | Vlag van België | Jordy Antes        | 2019  | eigen jeugd    |
| 47  | Vlag van België | Jens Lauwers       | 2022  | Voorwaarts KC  |
| 77  | Vlag van België | Xander Lauwijck    | 2024  | Borgerhout/GW  |

### Super C
| Nr. | Nat.            | Naam               |
| --- | --------------- | ------------------ |
| 0   | Vlag van België | Matthias Artemieff |
| 1   | Vlag van België | Margot Van Meir    |
| 2   | Vlag van België | Chloë Van der Put  |
| 9   | Vlag van België | Axel Wilmssen      |
| 10  | Vlag van België | Lies Bollaerts     |
| 11  | Vlag van België | Juna Hannes        |
| 14  | Vlag van België | Dimi Isenborghs    |
| 17  | Vlag van België | Anneleen Bellaert  |
| 18  | Vlag van België | Rowen Linders      |
| 19  | Vlag van België | Tine Van der Aa    |
| 22  | Vlag van België | Kyle T'Jollijn     |
| 25  | Vlag van België | Matthias Bellaert  |
| 30  | Vlag van België | Shari Rubbens      |
| 31  | Vlag van België | Eline Van Gulik    |
| 40  | Vlag van België | Jonas Lemmens      |
| 57  | Vlag van België | Julie Verlinde     |

## Bekende (ex-)spelers
- Gaston Berghmans[1]
- Liesbet Bollaerts
- Jonas Lemmens
- Tess Mathis
- Stien Reyntjens
- Cédric Schoumacker
- Nick Verwerft
- Luk Wyns[1]